# یخچال طبیعی تریفت
یخچال طبیعی تریفت (به لاتین: Trift Glacier) یک یخچال طبیعی در سوئیس است که در کانتون برن واقع شده‌است.